# Argyreia barbigera
Argyreia barbigera är en vindeväxtart som beskrevs av Jacques Denys Denis Choisy. Argyreia barbigera ingår i släktet Argyreia och familjen vindeväxter. Inga underarter finns listade i Catalogue of Life.